# Guillermo Hincapié Orozco
Guillermo Hincapié Orozco (Tamesis 1926 – Medellín, 26 de diciembre de 2018) fue un ingeniero civil y político colombiano. Ocupó el cargo de alcalde de Medellín desde 15 de julio de 1977 a septiembre de 1978.

## Biografía
Hincapié creció en la ciudad de Támesis (Antioquia), donde fue a la escuela primaria. Después, estudió ingeniería en la Universidad Nacional de Ingeniería Civil en Medellín. Tuvo que competir con otros 80 solicitantes para ser aceptado en la universidad. Hincapié recordó problemas económicos durante su paso por la universidad, pero no faltó ni un solo examen durante su etapa de estudiante. Para llegar a fin de mes, buscó trabajo en el Ferrocarril de Antioquia, pero fue rechazado.
Después de graduarse, Hincapié fue contratado por la Secretaría de Obras Públicas del municipio de Bello durante ocho meses. De allí se trasladó a Bogotá, donde trabajó en el departamento de obras públicas de la capital.
Posteriormente, volvió al Departamento de Antioquia, donde se desempeñó como Subsecretario Departamental y Secretario de Obras Públicas durante el gobierno del gobernador Jaime Sierra García. En 1977, el gobernador Sierra, con la aprobación del presidente colombiano Alfonso López Michelsen, nombró a Hincapié como el nuevo Alcalde de Medellín. Hincapié recibió el nombramiento apenas dos días después de hablar con el presidente López Michelsen en la inauguración de los Juegos Centroamericanos y del Caribe de 1978 en Medellín.
Hincapié ocupó el cargo de alcalde Medellín el 15 de julio de 1977, tras la renuncia de la alcaldesa saliente Sofía Medina de López. Se desempeñó como alcalde de la ciudad durante quince meses. El Puente Horacio Toro fue inaugurado durante el gobierno de Hincapié.
Hincapié murió de un fallo respiratorio en el Hospital de Medellín el 26 de diciembre de 2018 a los 92 años. Estuvo hospitalizado durante días de una enfermedad respiratoria. Su esposa durante sesis décadas, la profesora y socióloga María Teresa Uribe, murió seis díass después: el 1 de enero de 2019.